# 钻拟蛹螺
钻拟蛹螺（学名：Pseudonapaeus miser），又名卑贱伪蛹螺，为艾纳螺科似烟管蜗牛族拟蛹螺属的动物。

## 分佈
本物種分佈於中亞地區，包括前蘇聯的哈薩克斯坦突厥斯坦地區（туркестан）以及中国大陆西北部的新疆等地，生活环境为陆地，多生活于山区、丘陵地带灌木丛、农田附近潮湿的草丛中、石块落叶下以及石缝中。

## 外部連結
- 維基物種上的相關：钻拟蛹螺